# Indigofera densa
Indigofera densa är en ärtväxtart som beskrevs av Nicholas Edward Brown. Indigofera densa ingår i släktet indigosläktet, och familjen ärtväxter. Inga underarter finns listade i Catalogue of Life.